# Trichomanes capillaceum
Trichomanes capillaceum là một loài thực vật có mạch trong họ Hymenophyllaceae. Loài này được L. miêu tả khoa học đầu tiên năm 1753.